# Републикански път III-6203
Републикански път IIІ-6203 е третокласен път, част от Републиканската пътна мрежа на България, преминаващ изцяло по територията на Кюстендилска област, община Кюстендил. Дължината му е 8 km.
Пътят се отклонява наляво при 7,1 km на Републикански път II-62 южно от село Търновлаг и се насочва на север през Кюстендилската котловина. Минава през центъра на селото, завива на запад, а в село Багренци отново поема на север. Преминава през селата Гирчевци и Жабокрът и в югозападната част на село Ябълково се свързва с Републикански път I-6 при неговия 27,3 km.
| Пътища, отклоняващи се надясно (населено място, № на пътя, посока на пътя) | km  | Пътища, отклоняващи се наляво (посока на пътя, № на пътя, населено място) |
| -------------------------------------------------------------------------- | --- | ------------------------------------------------------------------------- |
| Община Кюстендил, II-62, 7,1 km ←                                          | 0,0 | ← 7,1 km, II-62, Община Кюстендил                                         |
| (за с. Долна Гращица) общински път, с. Търновлаг ←                         | 0,9 | с. Търновлаг                                                              |
| с. Багренци                                                                | 2,8 | с. Багренци                                                               |
| с. Гирчевци                                                                | 4,4 | с. Гирчевци                                                               |
| с. Жабокрът                                                                | 6   | с. Жабокрът                                                               |
| (до гр. Бургас) I-6, 27,3 km, с. Ябълково ←                                | 8,0 | ← с. Ябълково, 27,3 km, I-6 (от ГКПП Гюешево)                             |